# Josefina da Dinamarca
Josefina da Dinamarca, Condessa de Monpezat (nascida Josefina Sofia Ivalo Matilda, em dinamarquês: Josephine Sophia Ivalo Mathilda; Copenhague, 8 de janeiro de 2011) é um membro da família real dinamarquesa por ser a filha do rei Frederico X e da rainha Maria, e uma das três netas da rainha Margarida II e seu marido, o príncipe consorte Henrique; as outras duas são a princesa Isabel (sua irmã) e a princesa Atena (sua prima em primeiro grau).
Josefina possui dois irmãos maiores: o príncipe Cristiano e a princesa Isabel; e um irmão gêmeo: o príncipe Vicente da Dinamarca. É a quarta na linha de sucessão ao trono dinamarquês, e o irmão gêmeo está a sua frente por ter nascido 26 minutos antes, mas ela não deverá exercer qualquer atividade oficial no futuro.

## Nascimento e batismo
A princesa Josefina nasceu no dia 08 de janeiro de 2011, no Hospital Nacional de Rigshospitalet, localizado na cidade de Copenhaga na Dinamarca, às 10:56 (horário local), exatos 26 minutos depois de seu irmão gêmeo maior, o príncipe Vicente da Dinamarca. Na ocasião, media 46 cm e pesava 2.55 kg. No dia 13 de janeiro de 2011, a princesa recebeu alta hospitalar, ao lado do irmão gêmeo.
Josefina e seu irmão gêmeo, Vicente, foram no dia 14 de abril de 2011 em uma cerimônia conjunta; estando em comunhão com a Igreja da Dinamarca. Os padrinhos de Josefina são: a princesa Maria Cavallier da Dinamarca (sua tia, esposa de seu tio, o príncipe Joaquim da Dinamarca); Patricia Donaldson (sua tia, irmã de sua mãe); o conde Bendt Wedell; Birgitte Handwerk (esposa de Jeppe Handwerk, um bom amigo do príncipe Frederico); o príncipe Carlos de Bourbon-Duas Sicílias, Duque de Castro e Josephine Rechner (amiga de sua mãe). 

## Educação
A princesa estuda na a escola pública de Tranegårdsskolen, localizada em Gentofte, ao norte de Copenhaga.
Em 06 de janeiro 2020, ela começou a estudar em um colégio interno a Lemania-Verbier International School, localizada na cidade de Verbier na Suíça, onde estava planejado inicialmente frequentar doze semanas de aulas via intercâmbio. O anúncio de que Josefina estudaria apenas por alguns meses neste colégio havia sido feito em outubro de 2019. A escola oferece educação bilíngue, em inglês e francês, para crianças entre os 3 e os 14 anos e visa permitir que cada criança atinja seu potencial intelectual, incentivando-a a desfrutar de muitas atividades artísticas, desportivas e culturais, sendo que o objetivo é que todos os alunos sejam pensadores críticos, criativos e autoconfiantes.
Em 12 de março de 2020, foi anunciado oficialmente que a princesa Josefina não seguiria com o seu intercâmbio de doze semanas prevista na escola da Suíça, após menos de três meses do início. Tal escolha, foi uma opção da sua própria família, que optou por retornar a casa na Dinamarca devido a crise da Pandemia de COVID-19. Dessa maneira, a princesa retornou a cidade de Copenhaga na Dinamarca, e voltou a sua turma na escola pública de Tranegårdsskolen em Gentofte, como havia sido anunciado antes.

## Sem salário do governo dinamarquês
Em maio de 2016, em uma norma oficial divulgada pela família real dinamarquesa, após pressão pública e de alguns partidos políticos, a rainha reinante Margarida II da Dinamarca decidiu que, além do príncipe Christian da Dinamarca (futuro Rei da Dinamarca), nenhum de seus outros netos receberia um salário do Estado após atingirem a maioridade, o que, portanto, os desobrigava de terem que cumprir compromissos oficiais na família real dinamarquesa.

## Funções oficiais e aparições públicas
Como filha do rei Frederico x da Dinamarca, as suas aparições públicas são constantes, em eventos não-oficiais que envolvam os seus pais e a família. Anualmente, a família real dinamarquesa também divulga fotos oficiais inéditas da princesa para celebrar o seu aniversário.
Em 03 de agosto de 2014, durante a visita oficial da família à Groenlândia, a princesa Josefina, os seus pais e irmãos participaram de um plantio de árvores no novo bosque de choupos de Qaqortoq, Ivalos og Miniks Poppellund, em homenagem a Josefina e o seu irmão que são conhecidos pelo seu nome groenlandês na Groenlândia.
Em abril de 2017, Josefina compareceu a cerimônia de crisma do seu primo em primeiro grau, o príncipe Félix da Dinamarca. Em maio de 2018, esteve presente nas principais comemorações devido ao 50º aniversário do seu pai, o príncipe Frederico, Príncipe Herdeiro da Dinamarca, onde apareceu na bancada do Palácio de Frederico VIII, ao lado dos pais e irmãos e da rainha Margarida II da Dinamarca.
No final de agosto de 2018, a princesa Josefina participou da visita oficial à Ilhas Feroe, ao lado dos pais e irmãos, estando a bordo do iate KDM Dannebrog. Em 16 de abril de 2019, participou dos festejos de comemoração aos 79 anos da rainha Margarida II da Dinamarca, ao lado da família e outros membros da casa real dinamarquesa. Em 07 de julho de 2019, participou dos festejos do 50º aniversário do seu tio paterno, o príncipe Joaquim da Dinamarca.
Em 10 de junho de 2019, a Josefina participou da maratona Royal Run na cidade de Copenhage, ao lado dos pais e irmãos. Em agosto de 2019, navegou ao lado da família no iate real dinamarquês de KDM Dannebrog. Em 03 de novembro de 2019, Josefina acompanhou a mãe Mary e o irmão Cristiano no Hubertusjagt em Dyrehaven, uma reserva natural na Kongens Lyngby, ao norte da cidade de Copenhaga.
Em janeiro de 2020, a princesa Josefina ao lado dos três irmãos, participou de uma sessão de fotos na cidade de Verbier na Suíça antes do primeiro dia de aulas na escola suíça, que foi organizada pela família real dinamarquesa com o intuito dela e dos seus irmãos puderem ter maior privacidade no primeiro dia na nova instituição. Em 20 de dezembro de 2020, aparece no vídeo da sua família completando o quarto domingo de Advento. No dia 08 de janeiro de 2021, em celebração ao seu décimo aniversário, foi anunciado oficialmente que a princesa Josefina havia recebido oficialmente o seu monograma real próprio, o seu irmão gêmeo, o príncipe Vicente da Dinamarca, também ganhou o seu próprio monograma de presente.

## Saúde
Em 11 de dezembro de 2020, ela prestou exame do qual testou negativo para COVID-19, em meio a Pandemia de COVID-19. O exame foi feito por precaução médica, após o irmão maior dela (o príncipe Cristiano da Dinamarca) ter testado positivo.

## Títulos, estilos, honras e armas
- 08 de janeiro de 2011 - presente: Sua Alteza Real, princesa Josefina de Dinamarca, Condessa de Monpezat

O seu título oficial em dinamarquês é: "Hendes Kongelige Højhed, Prinsesse Josephine til Danmark, Komtesse af Monpezat"